# Fernando Serena
Fernando Rodríguez Serena (Madrid, España; 28 de enero de 1941-Pamplona, España; 15 de octubre de 2018) fue un futbolista español que jugaba como centrocampista.

## Trayectoria
Formado en las categorías inferiores del Real Madrid, entonces Asociación Deportiva Plus Ultra, jugaría durante dos años cedido en el CA Osasuna, destacando con nueve goles en cincuenta y un partidos, lo que le valdría para volver al Real Madrid.
Solía jugar inclinado a la banda derecha, donde lucía su elegancia, velocidad de juego y precisión en los centros, donde sobre todo es recordado por marcar el gol decisivo en la sexta Copa de Europa del equipo merengue del año 1966. Tras cinco temporadas con los merengues, ficharía por el Elche CF, jugando dos años en la provincia de Alicante. El final de su carrera deportiva transcurriría en el UE Sant Andreu, donde se asentaría durante seis años jugando en segunda división.
El nombre de Serena entró en la historia del Real Madrid gracias a su gol en la final ante el Partizán de Belgrado, un disparo lejano y colocado que dejó el marcador en el definitivo 2-1, completando la remontada blanca en Bruselas. 
En septiembre del 2018 sufrió una inesperada enfermedad de la que no logró recuperarse, falleciendo un mes después, a los 77 años.

## Equipos
- 1960-1961 Plus Ultra
- 1961-1963 Club Atlético Osasuna (cedido)
- 1963-1968 Real Madrid Club de Futbol
- 1968-1970 Elche Club de Fútbol
- 1970-1976 Unió Esportiva Sant Andreu

## Internacionalidades
- Una vez internacional, con España.
- Debutó con España en Barcelona el 9 de enero de 1963.[5]

## Palmarés

### Campeonatos nacionales
| Título             | Club              | Año     |
| ------------------ | ----------------- | ------- |
| Campeonato de Liga | Real Madrid C. F. | 1963-64 |
| Campeonato de Liga | Real Madrid C. F. | 1964-65 |
| Campeonato de Liga | Real Madrid C. F. | 1966-67 |
| Campeonato de Liga | Real Madrid C. F. | 1967-68 |

### Campeonatos internacionales
| Título         | Equipo            | Año     |
| -------------- | ----------------- | ------- |
| Copa de Europa | Real Madrid C. F. | 1965-66 |